# Perdona nuestros pecados (2023)
Perdona nuestros pecados é uma telenovela mexicana produzida por Lucero Suárez para a TelevisaUnivision e foi exibida pelo Las Estrellas de 30 de janeiro a 2 de junho de 2023, substituindo Corona de lágrimas 2 e sendo substituída por Esta historia me suena Vol. 6.
A novela é baseada na história chilena de mesmo nome criada em 2017 por Pablo Illanes, sendo adaptada por Lucero Suárez junto com Jimena Merodio.
É protagonizada por Emmanuel Palomares e Oka Giner e antagonizada por Jorge Salinas, Sabine Moussier, Fernanda Urdapilleta, Daniela Cordero, Gina Pedret, Magda Karina, Adrián Laut e Enoc Leaño e com atuações estelares de Marisol del Olmo, Osvaldo de León, Ricardo Fastlicht, Montserrat Marañón, Rocío de Santiago e os primeiros atores Erika Buenfil, César Évora e Óscar Bonfiglio.

## Sinopse
Perdona nuestros pecados concentra sua história em San Juan, uma cidade onde pecados como traição, egoísmo, abuso de poder e crimes que buscam ficar impunes são escondidos sob o véu de bons costumes e tradições. Na cidade, onde reina o que vão dizer, tudo o que estiver fora do lugar se tornará pecado, e isso se tornará o pão de cada dia de quem mora lá.
O pecado central surge de um amor proibido, puro e desinteressado entre Elsa Quiroga, uma jovem que desafia as regras impostas; de caráter rebelde e transgressor e Andrés Martínez, um homem jovem, honesto e nobre, mas perseguido por suas origens humildes. 
Armando Quiroga, o pai de Elsa e o que mais pecou na família Quiroga Cáceres, fará de tudo para impedir o amor deles, pois isso vai contra seus ideais: os dois pertencem a classes sociais diferentes e seus relacionamento não é muito prestigioso.
Na ânsia de encontrar a felicidade, Elsa e Andrés desafiam as regras impostas e tentam libertar-se do jugo de tudo o que San Juan implica, sem saber que este será o início de um tortuoso caminho que os levará a uma dor incomparável: a perda da filha, a separação devido à condenação de Andrés por um crime que não cometeu, o casamento de Elsa com Horacio Morales e o desejo de reconstruir suas vidas, sem imaginar que logo descobrirão que a filha está em não morreu de fato e está em perigo, o que a fará se entregar à sua busca para recuperá-lo. Ao longo do caminho, eles podem descobrir que o amor que os une transcende o tempo e a distância.

## Elenco
- Jorge Salinas - Armando Quiroga Solís
- Erika Buenfil - Estela Cáceres León de Quiroga
- César Évora - Héctor Morales
- Sabine Moussier - Ángela Bulnes de Montero
- Marisol del Olmo - Silvia Martínez de Montero
- Emmanuel Palomares - Andrés Montero Martínez / Andrés Martínez
- Oka Giner - Elsa Quiroga Cáceres
- Osvaldo de León - Gerardo Montero Bulnes
- Ricardo Fastlicht - Lamberto Montero
- Óscar Bonfiglio - Padre Reynaldo
- Montserrat Marañón - Flor
- Rocío de Santiago - Antonia Montero Martínez / Antonia Martínez "Toñita"
- Giuseppe Gamba - Horacio Morales
- Fernanda Urdapilleta - Aurora Montero Bulnes
- Karla Farfán - Mercedes "Meche" Morales
- Daniela Cordero - Elena Quiroga Cáceres de Montero
- Gina Pedret - Guillermina Ledesma
- Carlo Guerra - Carlos Morales
- Sofía Mariel Espejel - Sofía Quiroga Cáceres
- Patricio de la Garza - Martín Quiroga Cáceres
- Fausto Emiliano Espejel - Domingo Quiroga Cáceres
- Hugo Aceves - Oliver
- Ricardo Kleinbaum - Dr. Leónidas
- Giovanna Duffour - Ingrid Ordeño
- Adrián Laut - Renzo Moreno
- Magda Karina - Clemencia Estrada Lozano
- Olivia Collins - Irene Cáceres León
- Luz Edith Rojas - Nora Estrada / Nora Quiroga Ledesma
- Enoc Leaño - Comisario Fuentes
- Edgar Vivar - Rosendo Jeremías Pérez Rojas
- Gloria Sierra - Natalia Chávez
- Abraham Ramos - Bruno
- Luz Ramos
- Luis Xavier

## Produção

### Desenvolvimento
Em 17 de maio de 2022, Perdona nuestros pecados foi anunciado e apresentado no up-front da TelevisaUnivision, como um dos novos títulos para a programação do período 2022-23. Em 26 de agosto de 2022, Emmanuel Palomares, Oka Giner, Jorge Salinas e Erika Buenfil foram confirmados como os atores principais da novela. 
A produção começou a ser filmada junto com a claquete oficial em 12 de outubro de 2022, em um local ao sul da Cidade do México.

### Diferenças entre a versão de 2017
Diferente do original, o remake mexicano será ambientado nos dias atuais, já no original foi ambientada nos anos 50 e foi retirada a trama do relacionamento proibido entre uma jovem e o padre da cidade.

## Audiência
| Horário             | # Eps. | Estreia               | Estreia           | Final              | Final           | Posição | Temporada | Classificação geral |
| Horário             | # Eps. | Data                  | Primeiro capítulo | Data               | Último capítulo | Posição | Temporada | Classificação geral |
| ------------------- | ------ | --------------------- | ----------------- | ------------------ | --------------- | ------- | --------- | ------------------- |
| Segunda—Sexta 18h30 | 90     | 30 de janeiro de 2023 | 2.6               | 2 de junho de 2023 | 3.1             | #1      | 2023      | 2.75                |